# Puig d'Aubesa
El Puig d'Aubesa és una muntanya de 583 metres que es troba entre els municipis de Navars i de Sant Mateu de Bages, a la comarca catalana del Bages.